# Hugh Randall Syme
Hugh Randall Syme (Kew, 20 febbraio 1903 – Richmond, 7 novembre 1965) è stato un militare australiano, insignito della George Cross nel corso della seconda guerra mondiale.

## Biografia
Nacque a Kew, sobborgo di Melbourne, il 20 febbraio 1903, terzo figlio di John Herbert Syme, giornalista, e di sua moglie Ethel Maud King . Studiò allo Scotch College e all'Università di Melbourne, divenendo poi vicedirettore dell'azienda di famiglia, che pubblicava il quotidiano The Age. Il 12 maggio 1931, presso la chiesa anglicana di St. George a Malvern, sposò Olive Alyson Clark; non ebbero figli e divorziarono nel 1940.
Appassionato velista e comproprietario del veliero da 25 m Westwind, fu nominato sottotenente di vascello in prova della Royal Australian Naval Volunteer Reserve il 1° settembre 1940, nel pieno della seconda guerra mondiale. Fu mobilitato sedici giorni dopo e inviato in Inghilterra per l'addestramento presso la base navale HMS King Alfred. Insieme a John Mould, H.D. Reid e J.H.H. Kessack, fu uno dei primi australiani scelti per prestare servizio nella sezione Rendering Mines Safe della Royal Navy, istituita per disinnescare bombe e mine inesplose (e spesso anche trappole esplosive) disseminate in Gran Bretagna dagli aerei della Luftwaffe.
Promosso tenente di vascello il 17 dicembre 1940, fu assegnato alla base navale HMS Vernon a Portsmouth, dove si distinse durante le operazioni di sminamento. Nel giugno del 1941 gli fu conferita la George Medal per il coraggio nel disinnescare dieci mine. Nel giugno del 1942 gli fu conferita una Bar alla sua George Medal per aver disinnescato una mina che si era incastrata in profondità nell'argilla di un terrapieno di un bacino idrico a Primrose Hill, a Londra. Dopo aver scavato un tunnel fino alla mina, scoprì che la miccia era dall'altro lato e dovette scavare un altro tunnel intorno ad essa. La sua azione nel disinnescare l'arma in condizioni straordinariamente difficili e pericolose salvò la zona da possibili inondazioni.
Il 3 marzo 1943 venne insignito da re Giorgio VI della George Cross per aver svolto diciannove operazioni di recupero mine. La più importante ebbe luogo nel novembre 1942 a Weston-super-Mare, nel Somerset, dove disinnesco una nuova mina nota come Tipo T. Sopportò dolorose scosse elettriche mentre isolava i fili del detonatore e a un certo punto rimase appeso a testa in giù in una pozza di fango. Altri ufficiali addetti allo sminamento reputarono preziose le informazioni che aveva acquisito dal disinnesco del modello Tipo T.  La sua competenza era oramai tale che, nonostante lo scetticismo degli scienziati che l'avevano ideata, disinnescò una nuova mina magnetica britannica, con loro grande disappunto.
Dopo la morte del padre e dello zio Sir Geoffrey Syme, partì per l'Australia nel gennaio del 1943 e divenne amministratore fiduciario dell'azienda di famiglia. Il 12 marzo 1943, presso la chiesa presbiteriana di West Hawthorn, sposò Joan, la figlia ventiseienne di Delamore McCay. Tentò di ritornare in Inghilterra, ma la Royal Australian Navy decise di trattenerlo in Patria per avvalersi della sua esperienza e, nell'aprile del 1943, istituì una sezione di disinnesco degli ordigni esplosivi presso la HMAS Cerberus di Westernport. L'organizzazione non divenne mai pienamente operativa poiché l'Unità Mobile di Investigazione Esplosiva dell'US Navy custodiva gelosamente il proprio controllo sullo sminamento nell'Oceano Pacifico. La George Cross gli fu consegnata il 16 settembre 1944 da Sir Winston Dugan, Governatore dello Stato di Victoria, presso la Casa del Governatore, a  Melbourne.  Non vedendo alcun servizio utile da svolgere, ritornò alla vita civile nel dicembre del 1944. 
Nel 1946 fu nominato direttore generale del The Age. Due anni dopo fu costituita una società per azioni, la David Syme & Co. Ltd., e dopo aver supervisionato l'ingresso dell'azienda nel settore televisivo nel 1956, mantenne la carica di direttore generale fino al 1963 e di amministratore fino alla sua morte. Si dedicò pienamente agli affari aziendali, diventando direttore della Victorian Broadcasting Network Ltd e della Anti-Friction Bearings Ltd, presidente dell'Australian Newspapers Council  (1959) e presidente della Newspaper Proprietors' Association di Melbourne.
Si spense a causa di un tumore al cervello il 7 novembre 1965 presso l'Epworth Hospital di Richmond, lasciando la moglie Joan e tre figlie. Fu cremato con rito anglicano e tutti gli onori militari resi della Marina australiana.